# Jasper Lefevere
Pour les articles homonymes, voir Jasper et Lefevere.
Jasper Lefevere, né le 13 juillet 1988, est un judoka belge qui évolue dans la catégorie des moins de 66 kg (mi-légers).
Il est membre du Judo Club Koksijde.

## Palmarès
Moins de 66 kg :
- Médaille de bronze au Tournoi World Cup de Liverpool 2011.
- Médaille d'argent au Tournoi World Cup de Glasgow 2013.
- Médaille de bronze au Tournoi World Cup de Prague 2014.
- Médaille de bronze au Tournoi World Cup de San Salvador 2014.
- Médaille d'or au Tournoi Grand Prix de Zagreb 2014.
- Médaille de bronze au Tournoi World Cup de Glasgow 2015.
- Médaille de bronze au Tournoi World Cup de Port-Louis 2015.
- Médaille d'argent au Tournoi World Cup de Lima 2016.
- Médaille d'argent au Tournoi World Cup de Buenos Aires 2016.

### Championnats du monde
| Catégorie                      | 2014 |
| ------------------------------ | ---- |
| Moins de 66 kg Poids mi-légers | 17e  |

### Championnats d'Europe
| Catégorie                      | 2012 | 2013 | 2014 | 2015 | 2016 | 2017 |
| ------------------------------ | ---- | ---- | ---- | ---- | ---- | ---- |
| Moins de 66 kg Poids mi-légers | 17e  | 17e  | 17e  | 9e   | 9e   | 9e   |

### Championnat de Belgique
| Catégorie                      | 2008 | 2009 | 2010 | 2011 | 2012 | 2013 | 2014 | 2015 | 2016 | 2017 |
| ------------------------------ | ---- | ---- | ---- | ---- | ---- | ---- | ---- | ---- | ---- | ---- |
| Moins de 66 kg Poids mi-légers | 3e   | 2e   | 1er  | 1er  | 1er  | 1er  | -    | -    | 2e   |      |
| Moins de 73 kg Poids légers    |      |      |      |      |      |      |      |      |      | 3e   |